# Binder

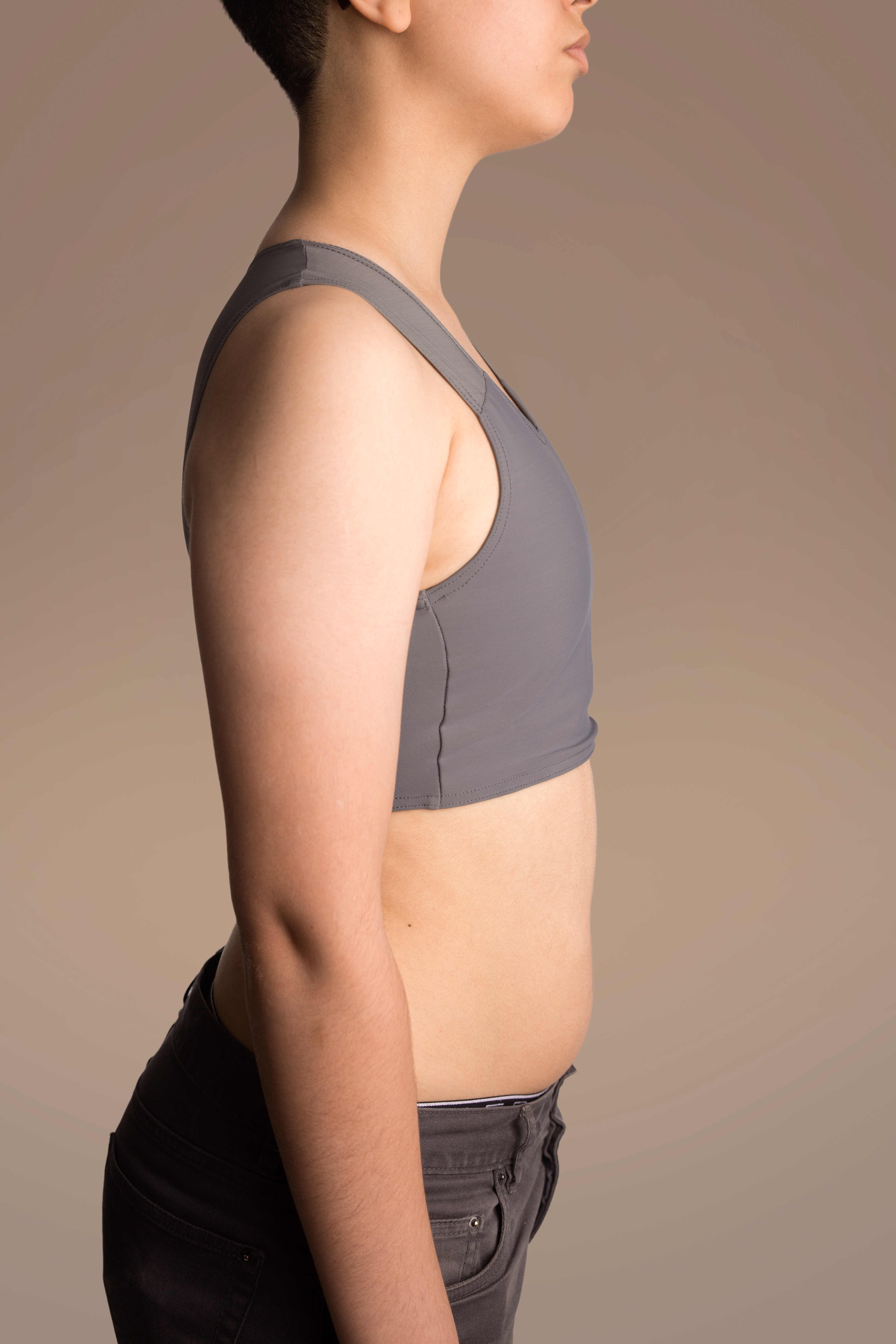
Osoba nosząca binder.

Binder albo spłaszczak – rodzaj bielizny wykonanej z obcisłych materiałów, służącej do spłaszczania (bindowania) piersi. Specjalnie skonstruowane bindery są często robione ze spandeksu lub innego włókna syntetycznego, ale do bindowania używane są czasem też pasy tkaniny, taśmy kinezjologiczne, bandaże i koszule założone warstwowo od ciasnych do luźnych. Bindowanie jest powszechne wśród transpłciowych mężczyzn, ale jest również stosowane przez androgynicznych i niebinarnych ludzi, a także crossdresserów i cosplayerów. Kobiety mogą również nosić bindery jako alternatywę dla staników.
Bindowanie za pomocą pasa tkaniny lub bandażu może spowodować uszkodzenie ciała, takie jak trwałe odkształcenie piersi. Specjalnie uszyte bindery są uznawane za bezpieczniejszy sposób.

## Motywacja
Istnieje wiele powodów, dla których ludzie noszą bindery:
- dla przyspieszonego powrotu do zdrowia poprzez ograniczenie ruchu po urazie lub operacji;
- dla ukrywania piersi lub ich rozwoju;
- dla tłumienia laktacji[2];
- dla urody i estetyki;
- dla mniej kobiecego wyglądu lub jako pomoc w osiągnięciu wyglądu męskiego;
- dla tłumienia dysforii płciowej;
- do uprawiania lekkoatletyki;
- do cosplayu, crossplayu i innych aktywności związanych z kostiumami.

Mężczyźni transpłciowi, osoby z dysforią płciową, a także kobiety, które rozwinęły większe piersi w wyniku hormonalnej terapii zastępczej lub operacji powiększania piersi, mogą mieć motywację do spłaszczania piersi. Mężczyźni transpłciowi oraz osoby o innych tożsamościach płciowych (zazwyczaj prezentujący się jak mężczyźni) mogą nosić binder jako alternatywę lub czekając na mastektomię w celu osiągnięcia męskiego wyglądu. Mężczyźni mogą również mieć potrzebę spłaszczania, jeśli cierpią na ginekomastię, jako środek do kontrolowania wyglądu zamiast zabiegu lub przed zabiegiem.

## Komplikacje
Aby zminimalizować komplikacje, często zaleca się, aby binder (lub inna rzecz służąca do spłaszczania) zawsze był tak luźny, jak to jest praktyczne i nie powinien być noszony dłużej niż 8 godzin.  Noszenie bindera przez dłuższy czas może prowadzić do wysypki lub infekcji drożdżakowych pod piersiami, bólu pleców lub klatki piersiowej, duszności, przegrzania lub złamania żeber.
Niebezpieczne bindowanie może prowadzić do trwałego odkształcenia piersi, blizn i zwężenia płuc a długotrwałe stosowanie może niekorzystnie wpłynąć na wynik przyszłej mastektomii.
W jednym badaniu 97,2% ankietowanych miało jakiś problem zdrowotny spowodowany z bindowaniem. Mimo to wielu nie chce szukać pomocy medycznej ze względu na przekonanie o braku wiedzy ze strony pracowników służby zdrowia i kontynuują swoje zachowanie, ponieważ uważają, że korzyści przewyższają ryzyko. W przypadku problemów zdrowotnych szukają pomocy u pracowników służby zdrowia, których uważają za przyjaznych dla osób trans i którzy nie piętnują spłaszczania się.